# William H. Dieterich
William H. Dieterich (Cooperstown, 1876. március 31. – Springfield, 1940. október 12.) az Amerikai Egyesült Államok szenátora (Illinois, 1933–1939).